# Thomas Bruns (Diplomat)
Thomas C. Bruns (* 5. Mai 1948 in Eberbach; † 1. Juni 2023 in Berlin) war ein deutscher Diplomat, der zwischen 2001 und 2005 Botschafter in Honduras, von 2008 bis 2011 Botschafter in Brunei und von 2011 bis zu seinem Eintritt in den Ruhestand 2013 Botschafter in der Dominikanischen Republik war.

## Biografie
Nach dem Abitur studierte er von 1966 bis 1970 Rechtswissenschaften an der Universität Nizza Sophia-Antipolis sowie Universität Aix-Marseille in Aix-en-Provence und absolvierte danach von 1970 bis 1971 ein postgraduales Studium im Fach Europarecht an der Universität des Saarlandes. Zugleich war er Wissenschaftlicher Assistent am dortigen Institut für internationales Recht und legte 1973 seine Promotion ab. Zwischen 1974 und 1979 absolvierte er ein weiteres Studium im Fach Psychologie an der Universität des Saarlandes und war zugleich zwischen 1977 und 1980 Verwaltungsrat bei der Europäischen Kommission in Brüssel. 1979 schloss er sein Studium als Diplom-Psychologe ab.
1980 trat er in den Diplomatischen Dienst und fand nach Beendigung der Attachéausbildung Verwendung im Auswärtigen Amt in Bonn sowie im Anschluss von 1983 bis 1986 als Kulturreferent an der Botschaft in Venezuela. Nach einer erneuten Tätigkeit im Auswärtigen Amt war er zwischen 1989 und 1992 Ständiger Vertreter des Botschafters in Tansania und danach Generalkonsul und Leiter des Generalkonsulats in Sevilla. Nachdem er von 1994 bis 1997 wieder Mitarbeiter in der Zentrale des Auswärtigen Amtes war, wurde er Ständiger Vertreter des Botschafters in Paraguay.
2001 erfolgte seine Berufung zum Botschafter in Honduras. Dieses Amt übte er bis zu seiner Ablösung durch Paul Albert Resch 2005 aus. Er selbst wurde anschließend Inspekteur in der Zentralabteilung des Auswärtigen Amtes und war somit mitverantwortlich für Fragen der Organisationsberatung, Innenrevision und Korruptionsprävention.
Im August 2008 wurde Thomas Bruns als Nachfolger von Conrad Cappell Botschafter der Bundesrepublik Deutschland in Brunei. Seit dem 12. Oktober 2011 war er als Nachfolger von Christian Germann Botschafter in der Dominikanischen Republik, während ihm selbst Bernd Morast als neuer Botschafter in Brunei folgte. Er war dort Botschafter bis Mitte 2013 und trat danach in den Ruhestand.